# VSV in het seizoen 1955/56
Het seizoen 1955/1956 was het tweede jaar in het bestaan van de IJmuidense betaaldvoetbalclub VSV. De club kwam uit in de Eerste klasse A en eindigde daarin op de vierde plaats, dit betekende dat de club in het nieuwe seizoen uitkwam in de Eerste divisie.

## Wedstrijdstatistieken

### Eerste klasse A
|       | AGOVV | DWS   | Enschedese Boys | Go Ahead | Heerenveen | N.E.C. | PEC   | RBC   | RCH   | De Valk | Veendam | Velocitas | Xerxes |
| ----- | ----- | ----- | --------------- | -------- | ---------- | ------ | ----- | ----- | ----- | ------- | ------- | --------- | ------ |
| Thuis | 1 – 0 | 1 – 1 | 6 – 1           | 0 – 1    | 1 – 1      | 4 – 2  | 2 – 1 | 3 – 2 | 0 – 2 | 2 – 2   | 2 – 0   | 3 – 1     | 0 – 1  |
| Uit   | 4 – 2 | 0 – 2 | 1 – 2           | 3 – 0    | 1 – 3      | 1 – 1  | 1 – 3 | 3 – 0 | 1 – 1 | 1 – 1   | 2 – 1   | 2 – 1     | 0 – 2  |

## Statistieken VSV 1955/1956

### Eindstand VSV in de Nederlandse Eerste klasse A 1955 / 1956
| Stand | Gespeeld | Gewonnen | Gelijk | Verloren | Punten | Doelpunten voor | Doelpunten tegen |
| ----- | -------- | -------- | ------ | -------- | ------ | --------------- | ---------------- |
| 4e    | 26       | 12       | 6      | 8        | 30     | 44              | 35               |

### Topscorers
| Competitie \| # \| Naam \| \| \| ------ \| ------------------ \| -- \| \| 1. \| Henk Belfroid \| 11 \| \| 1. \| Arie de Oude \| 11 \| \| 3. \| Siem de Graaf \| 10 \| \| 4. \| Chris Kunst \| 2 \| \| 4. \| Van der Plas \| 2 \| \| 4. \| Wout Zwanenburg \| 2 \| \| 7. \| Willy Hazeveld \| 1 \| \| 7. \| Cor van der Hijden \| 1 \| \| 7. \| Cor Schoon \| 1 \| \| 7. \| Rinus Spaans \| 1 \| \| 7. \| Siem Thoolen \| 1 \| \| 7. \| Jan Tielrooij \| 1 \| \| Totaal \| Totaal \| 44 \| |                    |      |
| # | Naam               | Goal |
| 1. | Henk Belfroid      | 11   |
| 1. | Arie de Oude       | 11   |
| 3. | Siem de Graaf      | 10   |
| 4. | Chris Kunst        | 2    |
| 4. | Van der Plas       | 2    |
| 4. | Wout Zwanenburg    | 2    |
| 7. | Willy Hazeveld     | 1    |
| 7. | Cor van der Hijden | 1    |
| 7. | Cor Schoon         | 1    |
| 7. | Rinus Spaans       | 1    |
| 7. | Siem Thoolen       | 1    |
| 7. | Jan Tielrooij      | 1    |
| Totaal | Totaal             | 44   |